# María Wérnicke
María Wérnicke (Buenos Aires, 2 de abril de 1930 - Mar del Plata, 3 de octubre de 2013) fue una poetisa y escritora argentina. También escribió canciones (algunas de ellas de gran popularidad, como Avenida de los Tilos) y obras teatrales. Fue conductora de programas radiales de gran audiencia. En 1954 se radicó en Mar del Plata, donde falleció a los 83 años.

## Obra
- 1970: Los poemas del último año. Buenos Aires: Fundación Argentina para la Poesía.
- 1972: Figuras. Buenos Aires: Alberto Burnichon.
- 1987: Antología de poesía contemporánea (tomo 1). Buenos Aires: Fundación Argentina para la Poesía.
- 1987: Estoy pensando en uvas. Buenos Aires: Rafael de Armas.
- 1997: La torre del homenaje. Mar del Plata: Universidad Nacional de Mar del Plata.
- 1999: Canciones de ida y vuelta, con la cantante Inés Rinaldi.
- 2004: Relicario latino. Mar del Plata: Funalfa.
- 2006: La palabra desnuda (audiolibro). Mar del Plata: Alsina.

## Fragmento de su poema "El inevitable"
Me llevaba ventajas imposibles:
una lista de cuerpos de mujeres,
y otra lista peor:
la de las almas
de unos amigos de apellido justo
para cada destino sin remedio.

## Premios
- 1968: Fundación Argentina para la Poesía
- 1986: Premio Alfonsina
- 1997: Ciudadana Ilustre de la Ciudad de Mar del Plata
- 2006: Premio Argentores